# Bảy Núi (huyện)
Bảy Núi là một huyện cũ thuộc tỉnh An Giang, Đồng bằng sông Cửu Long, Việt Nam. Địa bàn huyện Bảy Núi hiện nay tương ứng với gần trọn diện tích địa bàn huyện Tri Tôn và toàn bộ địa bàn thị xã Tịnh Biên, tỉnh An Giang.
Huyện Bảy Núi tồn tại từ ngày 11 tháng 3 năm 1977 đến ngày 23 tháng 8 năm 1979.

## Địa lý
Huyện Bảy Núi có vị trí địa lý:
- Phía bắc giáp Campuchia
- Phía nam giáp huyện Hòn Đất, tỉnh Kiên Giang
- Phía đông giáp thị xã Châu Đốc và hai huyện Châu Phú, Châu Thành
- Phía tây giáp huyện Hà Tiên, tỉnh Kiên Giang.

## Lịch sử
Quyết định 56-CP ngày 11 tháng 03 năm 1977 của Hội đồng Chính phủ, huyện Bảy Núi được thành lập trên cơ sở hợp nhất toàn bộ diện tích và dân số của huyện Tri Tôn và huyện Tịnh Biên.
Sau khi thành lập, huyện Bảy Núi có 21 xã: An Cư, An Nông, An Phú, An Tức, Ba Chúc, Châu Lăng, Cô Tô, Lạc Qưới, Lê Trì, Lương Phi, Nhơn Hưng, Ô Lâm, Tà Đảnh, Thới Sơn, Trác Quan, Tri Tôn, Tú Tề, Văn Giáo, Vĩnh Gia, Vĩnh Trung, Xuân Tô. Trụ sở huyện lỵ đặt tại xã Tri Tôn.
Quyết định 181-CP ngày 25 tháng 04 năm 1979 của Hội đồng Chính phủ điều chỉnh địa giới và đổi tên một số xã và thị trấn huyện Bảy Núi thuộc tỉnh An Giang:
1. Thành lập xã Tân Lập trên cơ sở các ấp Hòa An, Bình An của xã Tà Đảnh; một phần diện tích tự nhiên của xã Tú Tề.
2. Thành lập xã Tân Tuyến trên cơ sở ấp Huệ Đức của xã Cô Tô.
3. Thành lập thị trấn Chi Lăng trên cơ sở các ấp Voi 1, Voi 2 của xã Tú Tề.
4. Thành lập thị trấn Bảy Núi trên cơ sở các ấp Cây Me, Xoài Tòng A, Xoài Tông B, Cơray Ven và một phần các ấp khu vực kinh Ô Bà Lẫy của xã Tri Tôn.
5. Xã Tri Tôn đổi tên thành xã Núi Tô.
6. Xã Ô Lâm đổi tên thành xã An Phước.
7. Xã An Tức đổi tên thành xã An Ninh.
8. Xã Châu Lăng đổi tên thành xã An Lạc.
9. Xã Lê Trì đổi tên thành xã An Lập.
10. Xã Tà Đảnh đổi tên thành xã Tân Cương.
11. Xã Lương Phi đổi tên thành xã An Thành.
12. Xã Trác Quan đổi tên thành xã An Hảo.
13. Xã Văn Giáo đổi tên thành xã Thới Thuận.
14. Xã Tú Tề đổi tên thành xã Tân Lợi.

Đến thời điểm năm 1979, huyện Bảy Núi bao gồm 2 thị trấn: Bảy Núi (huyện lỵ), Chi Lăng và 23 xã: An Cư, An Hảo, An Lạc, An Lập, An Ninh, An Nông, An Phú, An Phước, An Thành, Cô Tô, Ba Chúc, Lạc Quới, Nhơn Hưng, Núi Tô, Tân Cương, Tân Lập, Tân Lợi, Tân Tuyến, Thới Sơn, Thới Thuận, Vĩnh Gia, Vĩnh Trung, Xuân Tô.
Quyết định 300-CP ngày 23 tháng 08 năm 1979 của Hội đồng Bộ trưởng chia huyện Bảy Núi thành 2 huyện: Tri Tôn và Tịnh Biên:
1. Huyện Tịnh Biên gồm 11 xã: An Cư, An Hảo, An Nông, An Phú, Nhơn Hưng, Tân Lập, Tân Lợi, Thới Sơn, Thới Thuận, Vĩnh Trung, Xuân Tô và thị trấn Chi Lăng.
2. Huyện Tri Tôn gồm 12 xã: An Lạc, An Lập, An Ninh, An Phước, An Thành, Ba Chúc, Cô Tô, Lạc Quới, Núi Tô, Tân Cương, Tân Tuyến, Vĩnh Gia và thị trấn Tri Tôn (đổi tên từ thị trấn Bảy Núi).

Địa bàn huyện Bảy Núi hiện nay tương ứng với gần trọn diện tích địa bàn huyện Tri Tôn và toàn bộ địa bàn thị xã Tịnh Biên, tỉnh An Giang.